# Польова гірнича виробка
Польова гірнича виробка (рос. выработка полевая, англ. rock drift, tunnel, stone drift, lateral working; нім. Feldstrecke) — підземна гірнича виробка, що проводиться по породах на деякій відстані від покладу (пласту) корисної копалини та, як правило, паралельно поверхні покладу або пласту. Застосовуються, коли штреки, що проводяться в пласті, важко підтримувати в робочому стані або коли використання польової виробки доцільне економічно — сумарні витрати на їх проведення і підтримку протягом заданого терміну служби менші аналогічних витрат на пластові виробки.